# Matteo Gattapone
Matteo Gattapone (Matteo di Giovannello Gattaponi), était un architecte italien du XIVe siècle né à Gubbio en Ombrie vers l'an 1300 et mort en 1383.

## Principales œuvres
Son nom est associé à :

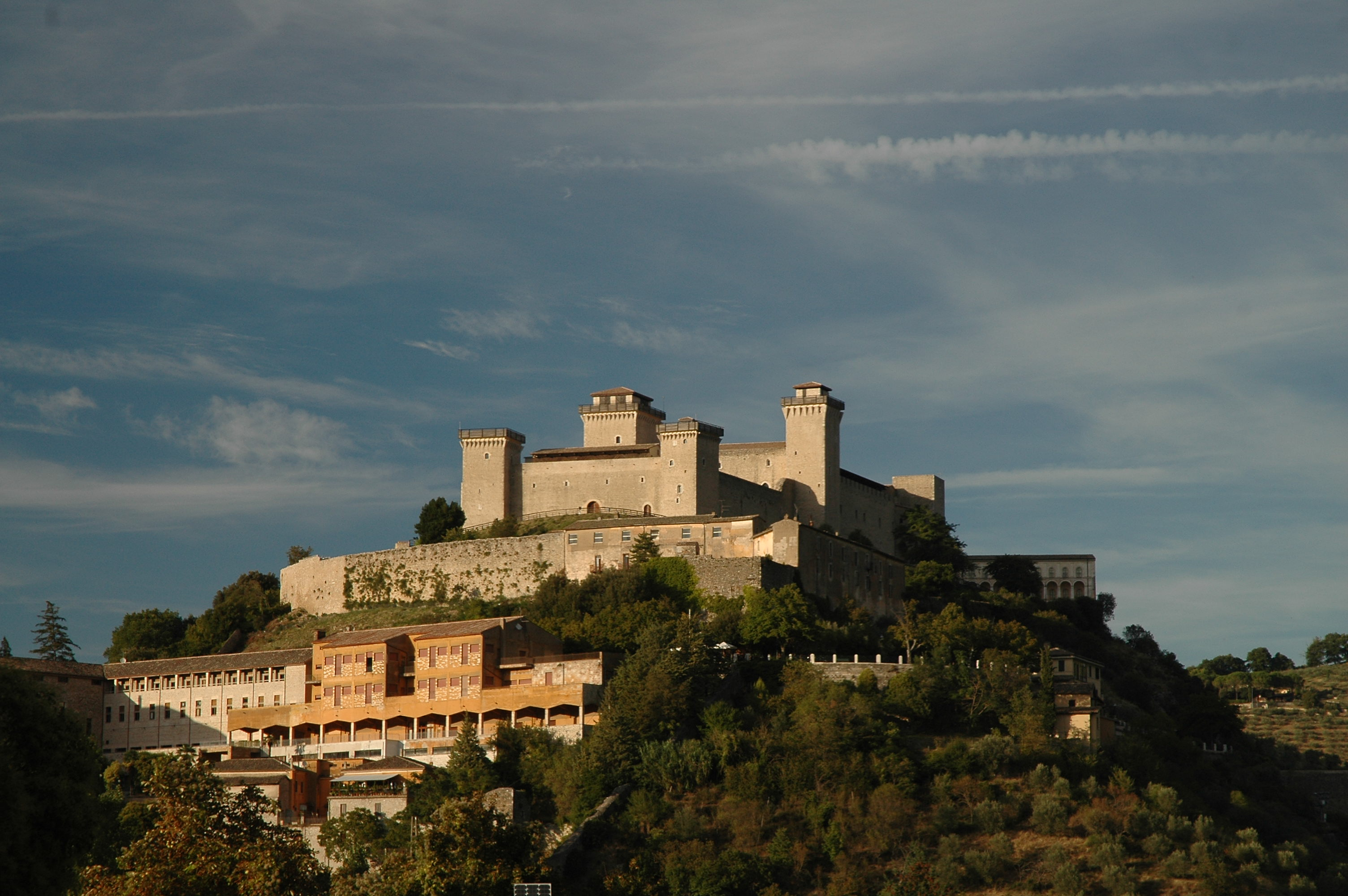
Rocca Albornoziana, Spolète.

- Gubbio : Palais des Consuls, attribué conjointement à Angelo da Orvieto.
- Aux forteresses (Rocche), qu'il bâtit (sur commission du cardinal Albornoz) à Spolète (1363) et Terni.
- à Pérouse la Forteresse de la Porte du Soleil (Fortezza di Porta del Sole) (1373) ainsi que le cloître de S. Julienne (chiostro di Santa Giuliana), édifié avec de solides pylônes, des chapiteaux fantaisistes et de puissantes arcades.
- à Spolète, les arcades du Palais de la Seigneurie (Palazzo della Signoria).
- Architecte civil et militaire, il bâtit la loggia du Palais des Prieurs à Narni.
- à Bologne, le Collège d'Espagne (Collegio di Spagna).
- Mais son œuvre la plus importante fut la forteresse de Spolète (Rocca Albornoziana), une construction remarquable qui marie la puissance de l'art militaire et le somptueux d'une résidence royale. Gregorovius l'estima comme le plus beau monument du Moyen Âge[1].